# Endelave
Endelave är en ö i Danmark. Den ligger i Region Mittjylland, i den centrala delen av landet. Arean är 13,2 kvadratkilometer. På Endelave förekommer främst jordbruksmark och lite skog.
Terrängen på Endelave är mycket platt. Öns högsta punkt är 10 meter över havet. Den sträcker sig 5,3 kilometer i nord-sydlig riktning, och 5,6 kilometer i öst-västlig riktning.